# Zgrada Engleskog poslanstva na Cetinju
Englesko poslanstvo je naziv za građevinu na Cetinju u kojoj je smještena Muzička akademija. U njoj se početkom XX vijeka nalazilo poslanstvo Velike Britanije.
Zgrada se nalazi u jednom od najljepših djelova grada u Ulici Njegoševoj, u blizini Hotela „Grand”. Uticaj na izbor lokacije imao je engleski arhitekta Harti, koji je nošen idejom vrtnih gradova u to vrijeme podizanih u Engleskoj (tzv. kotidž sistem), predložio lokaciju i projektovao objekat. U arhitektonskome izrazu to je objekat jako smirenih površina s dominacijom prozorskih otvora na gotovo ravnoj fasadnoj površini. Izraz prirodne boje ima poseban naglasak i ostavlja utisak dosljednoga polazišta ovoga pokreta. Rješenje objekta po visini s prizemljem, spratom i potkrovljem predstavlja jako odmjerenu proporciju. Fasade i otvori odražavaju funkciju objekta čiji su završeci s krovnim ravnima, naglašenim krovnim vijencem i prozorima na krovu uspjelo rješenje tipičnoga engleskog ljetnjikovca. Fasada prema ulici obogaćena je završnim trijemom i terasom iznad. Enterijeri su izrađeni u materijalu odabranome s puno smisla za njegovu primjenu. I pored intervencije između dva rata i donekle zapuštenosti, sačuvan je u većem dijelu sjaj i raskoš ovih enterijera. Podovi su hrastovi tamnoga sjaja, zidovi bojani posnom bojom, a spojevi s plafonima rađeni u profilisanim trakama od gipsa. Stolarija je impresivno obrađena i zastakljena brušenim staklom. Pod je od keramičkih pločica složenih u šah polju s interesantnim motivima, stepeništa su od drveta, a pregradni zidovi su u bondruk konstrukciji s profilacijom. Zidovi su izvedeni od lomljenoga kamena, a međuspratna konstrukcija je od drveta. Intimnost proporcije i veličina objekta podsjeća na porodičnu vilu. Između dva rata u ovoj je zgradi stanovao ban Zetske banovine, danas je tu Muzička akademija.

## Spoljašnje veze
- Cetinje moj grad